# Campuloclinium
Campuloclinium es un género de plantas perteneciente a la familia Asteraceae. Comprende 36 especies descritas y de estas solo 6 aceptadas.

## Descripción
Las plantas de este género sólo tienen disco (sin rayos florales) y los pétalos son de color blanco, ligeramente amarillento blanco, rosa o morado (nunca de un completo color amarillo).

## Taxonomía
El género fue descrito por Augustin Pyrame de Candolle y publicado en Prodromus Systematis Naturalis Regni Vegetabilis 5: 136. 1836. La especie tipo es: Eupatorium macrocephalum Less. = Campuloclinium macrocephalum (Less.) DC.	

## Especies aceptadas
A continuación se brinda un listado de las especies del género Campuloclinium aceptadas hasta junio de 2012, ordenadas alfabéticamente. Para cada una se indica el nombre binomial seguido del autor, abreviado según las convenciones y usos.
- Campuloclinium campuloclinioides (Baker) R.M.King & H.Rob.
- Campuloclinium eiteniorum R.M.King & H.Rob.
- Campuloclinium hirsutum Gardner
- Campuloclinium irwinii R.M.King & H.Rob.
- Campuloclinium macrocephalum (Less.) DC.
- Campuloclinium parvulum (Glaz. ex B.L.Rob.) R.M.King & H.Rob.